# Eva Lisa Holtz Arena
Eva Lisa Holtz Arena är en inomhusarena för friidrott i Karlstad som invigdes i april 2022. Arenan är byggd med trästomme och ritad av Sweco Architects. Den har plats för 1 000 åskådare.
Beslutet att bygga en ny inomhusarena för friidrott för att ersätta Våxnäshallen fattades av Karlstads kommun under 2019. Budgeten låg på 133 miljoner kronor. Arenan omfattar cirka 9 000 kvadratmeter med ytor för träning och tävling. Den är lokaliserad på Sannafältet, intill Sola arena, den utomhusarena för friidrott som ersätter Tingvalla IP.
Den första internationella tävlingen i arenan var Nordenkampen som arrangerades i februari 2023. Många av banrekorden från första säsongen sattes under den tävlingen. Under 2024 arrangerades inomhus-SM i friidrott i arenan.
Namnet kommer från Eva Lisa Holtz, känd som Sola i Karlstad.